# إيسيدرو لوبيز
إيسيدرو لوبيز (بالإنجليزية: Isidro López)‏ هو موسيقي أمريكي، ولد في 17 مايو 1929، وتوفي في 16 أغسطس 2004.